# KDEBase
KDEBase – podstawowy zestaw programów i bibliotek potrzebnych do uruchomienia pulpitu KDE. Obecność KDEBase nie jest wymagana do uruchamiania programów KDE, gdyż wystarczają do tego biblioteki KDE (tzw. KDElibs).

## Skład KDEBase
- Kappfinder
- Kate
- Kcontrol
- Kdepasswd
- Kdeprint
- Kdesktop
- Kdm
- KFind
- Khelpcenter
- Kicker
- klipper
- Kmenuedit
- Konqueror
- Konsole
- Kpager
- Kpersonalizer
- Ksmserver
- Ksplash
- Ksysguard
- KTip
- KWin